# Most Generála Lišky (Brandýs nad Labem-Stará Boleslav)
Most Generála Lišky je silniční trámový most přes Labe spojující souměstí Brandýs nad Labem-Stará Boleslav, tedy jeho části Brandýs nad Labem, Stará Boleslav a tzv. Ostrůvek obklopený řekou. Stojí na místě středověkého dřevěného a posléze renesančního kamenného mostu z roku 1604, nahrazeného ve 20. letech 20. století obloukovým železobetonovým mostem. Jeho poslední přestavba byla dokončena roku 2012. Od roku 2014 pak nese jméno významné osobnosti druhého československého odboje, generála Aloise Lišky.

## Historie

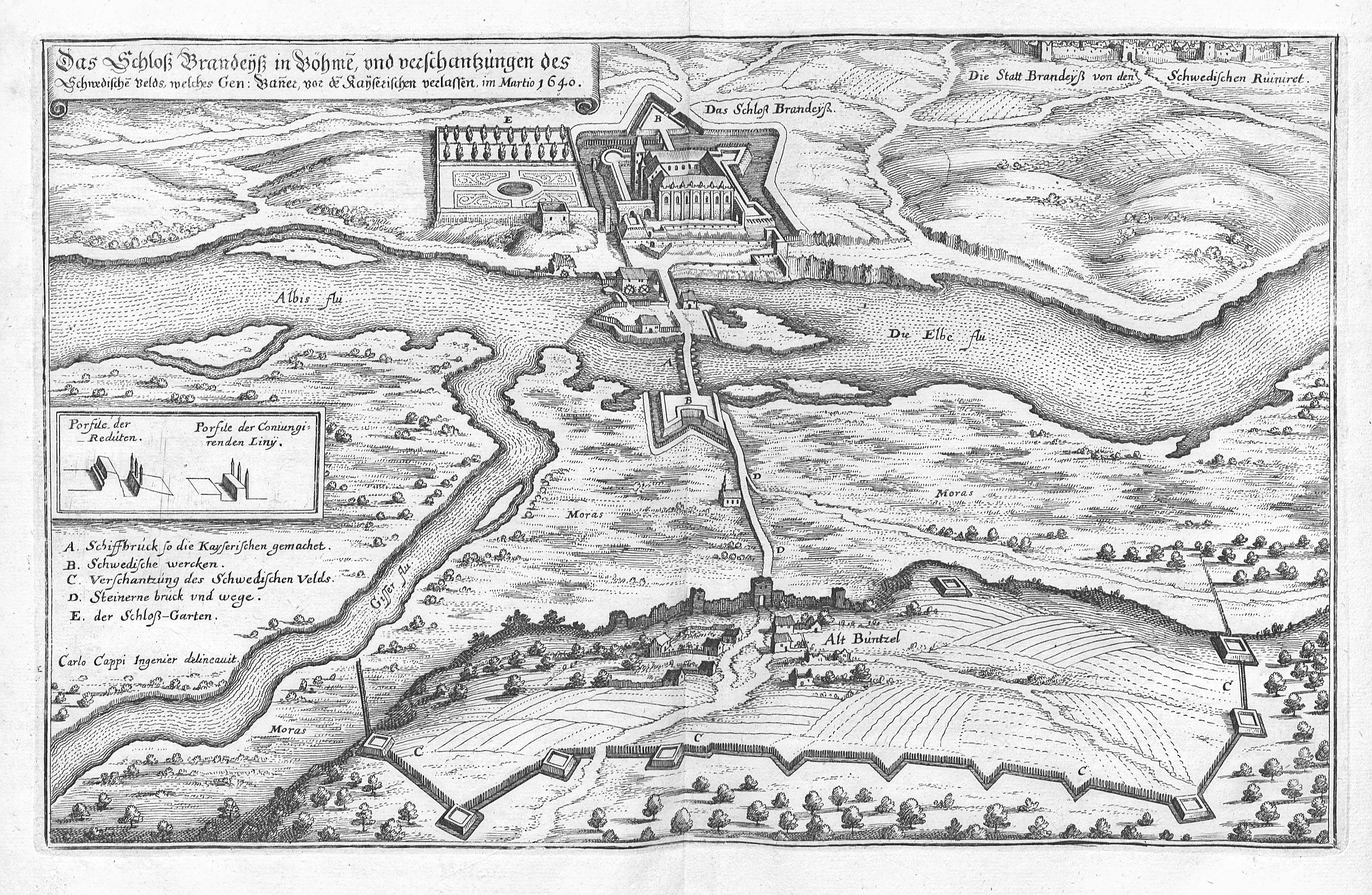
Pohled na Brandýs nad Labem a Starou Boleslav s mostem přes Labe a vojenským opevněním v roce 1640 (Matthäus Merian, Topographia Bohemiae Moraviae et Silesiae)

### Starý kamenný most
Zdejší přechod řeky byl významný již od raného středověku, procházela tudy významná zemská cesta z Prahy směrem na sever. Již v první písemné zmínce o Brandýse z roku 1304 se zmiňuje trhová ves Brandýs s (dřevěným) mostem a kostelem. První kamenný most ve městě byl vybudován v letech 1568–1569 italským renesančním stavitelem Matteem Borgorellim spojující brandýský břeh s Ostrůvkem. Dřevěný most přes hlavní labský tok zde byl v letech 1600–1604 nahrazen novým kamenným obloukovým mostem podle návrhu rovněž Itala Ettora de Vaccani. Ten zde vybudoval také menší most přes mlýnský náhon poblíž brandýského zámku.
Díky tomuto mostu se Brandýs a Stará Boleslav staly významnými dopravními body a na dlouhou dobu jedním z mála kamenných mostů na spodním toku Labe v Čechách. Díky své blízkosti k Praze se stal strategickým bodem při válečných konfliktech počítajících s vpádem ve směru ku Praze ze severu či severovýchodu Čech. Tuto úlohu například sehrál ve třicetileté válce, kdy byl roku 1639 obsazen švédskou armádou Johana Banéra, který u nedalekých Lobkovic svedl s císařskou armádou vítěznou bitvu a posléze na brandýském zámku zřídil svůj hlavní velitelský stan. Obdobnou úlohu také sehrál po rozpoutání sedmileté války a vpádu pruských vojsk do Čech na jaře roku 1757, kdy byla o labský most mezi 2. a 5. květnem svedena tzv. bitva u Staré Boleslavi. Úspěšný pruský útok jednotek polního maršála Kurta Christopha von Schwerina, vykoupený úmrtím generálmajora jezdectva Carla Ernsta von Wartenberga, pak dopomohl Scherinovu voji posílit armádou Fridricha II. před bitvou u Štěrbohol, svedenou o několik dnů později.

### Železobetonový most
Původní silniční most byl před svou demolicí jedním z posledních nýtovaných industriálních mostů v Čechách, avšak nebyl prohlášen za kulturní památku a tak byl i přes některé protesty zbourán. Most byl v roce 1878 vyroben v Železárnách Sobotín(EISENWERK ZOPTAU), které patřili bratřím Kleinům. Během více než stoleté historie byl most několikrát přestavován a opravován, nově byl nahrazen železobetonovou novostavbou. V roce 2011 až 2012 provedlo realizaci zcela nového mostu sdružení firem Metrostav a.s. a JHP spol. s.r.o.. Hlavní projektantem stavby byla firma Pontex spol. s.r.o. a architektonický návrh zhotovil Ing. arch. Ivan Drobný.
Roku 2014 byl most oficiálně přejmenován na Most Generála Lišky, na počest gen. Aloise Lišky.

## Galerie

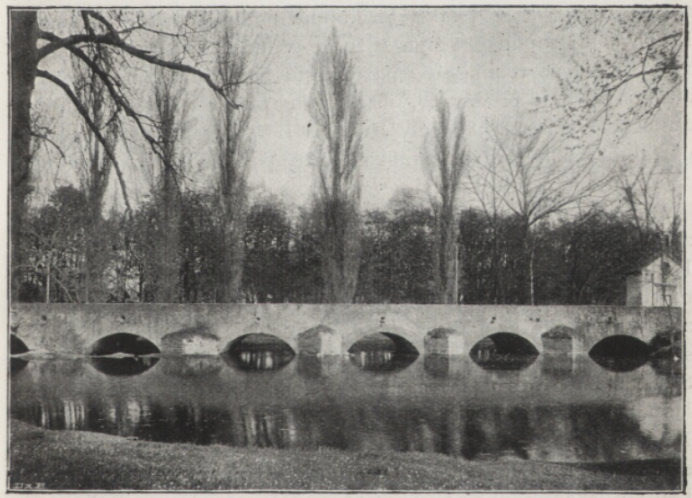
Starý most na fotografii okolo roku 1900
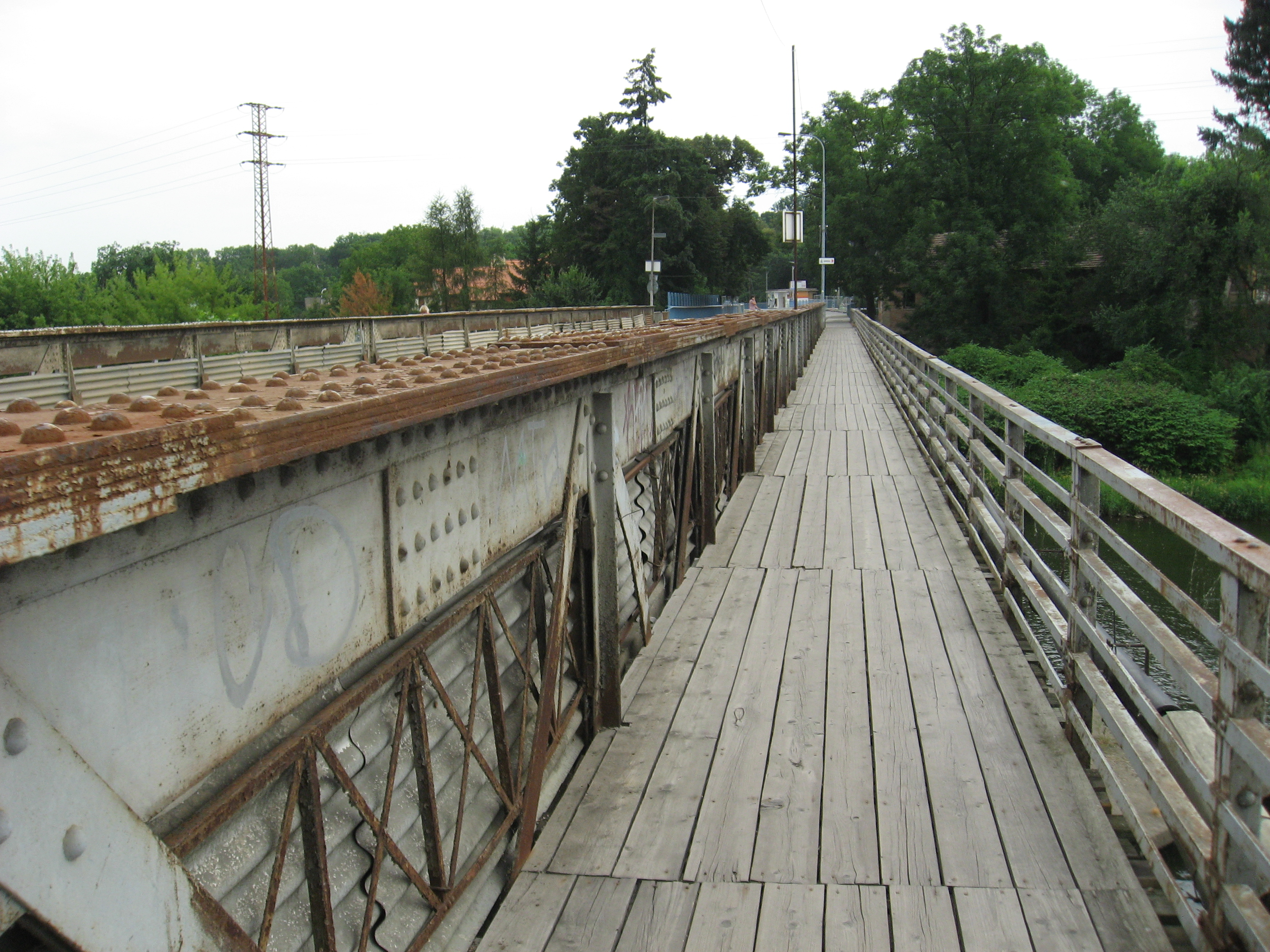
Most v roce 2010
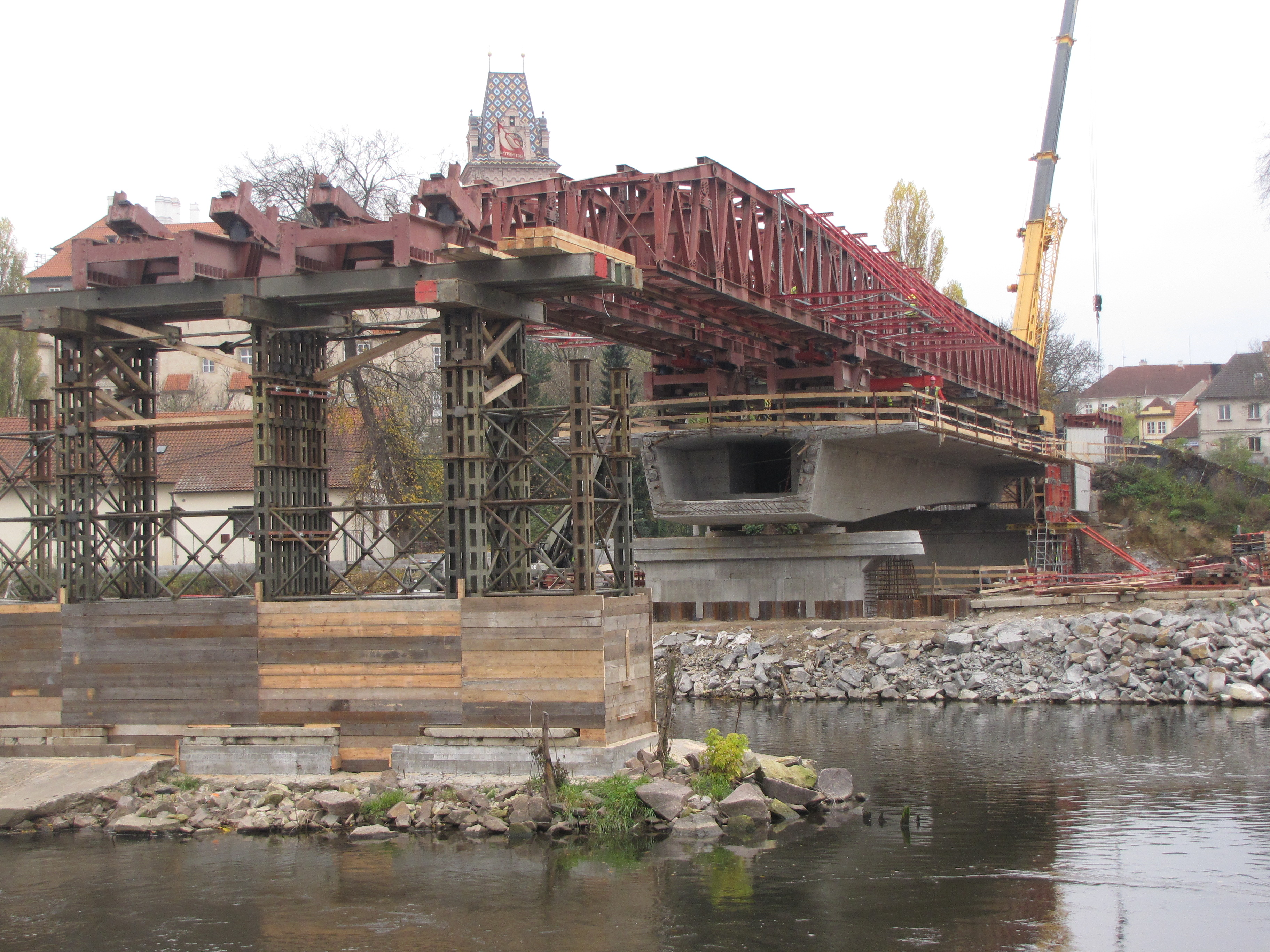
realizace mostu v roce 2011 - pohled na výsuv posuvné skruže
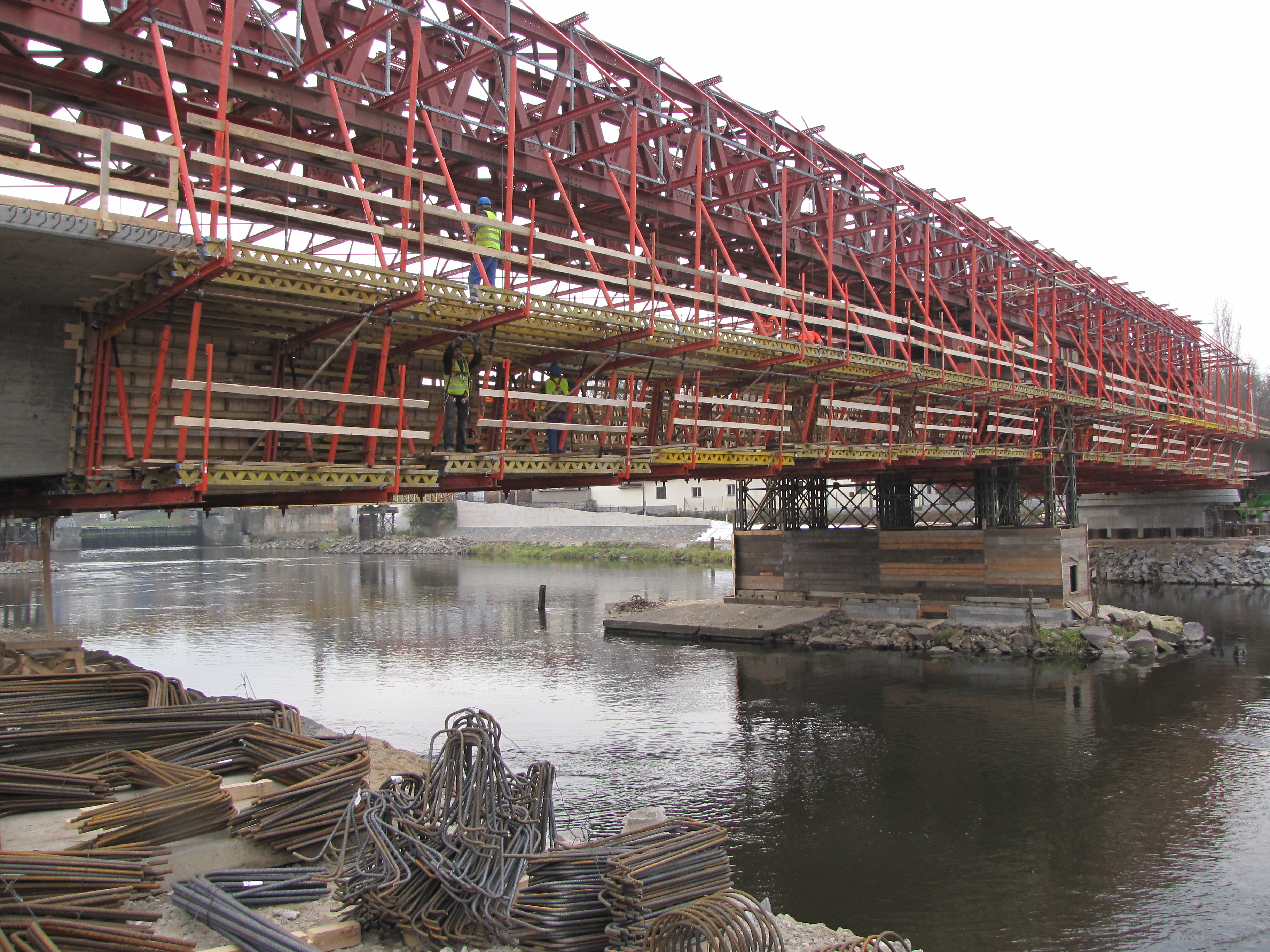
realizace mostu v roce 2011 - pohled na skruž a zavěšené bednění nosné konstrukce
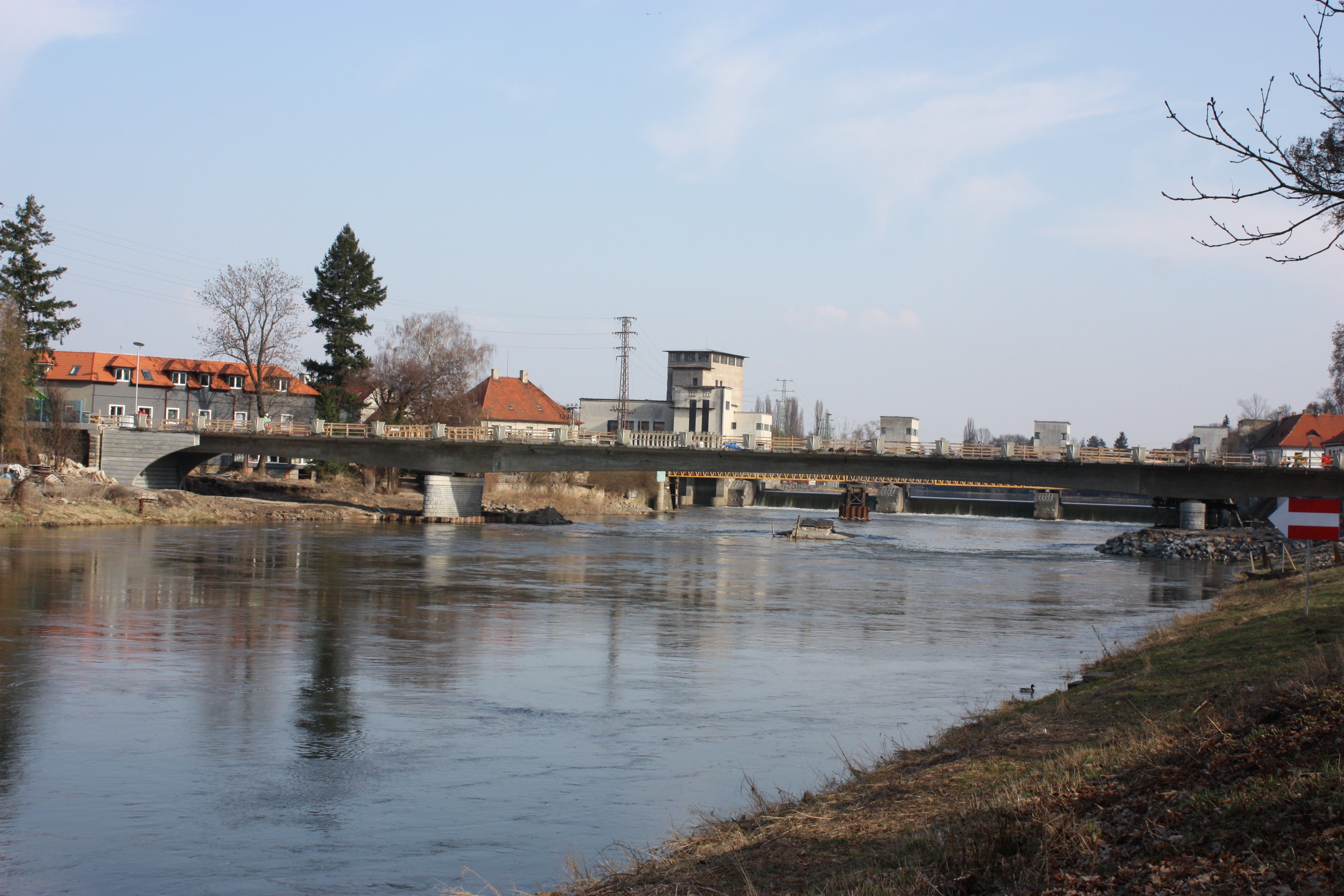
Rozestavěný nový most v březnu 2012
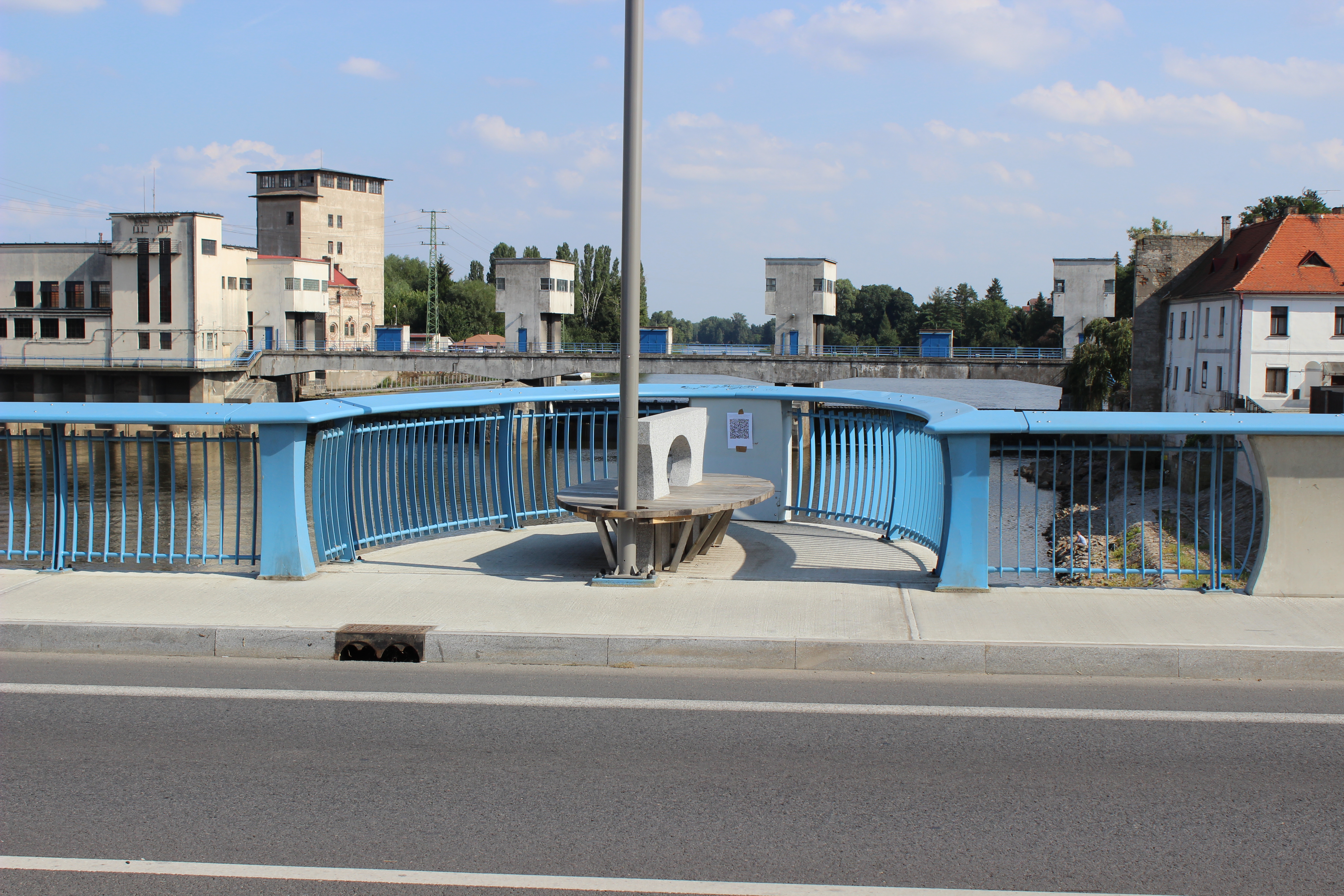
Výklenek na mostě, v pozadí vodní elektrárna a jez (2013)
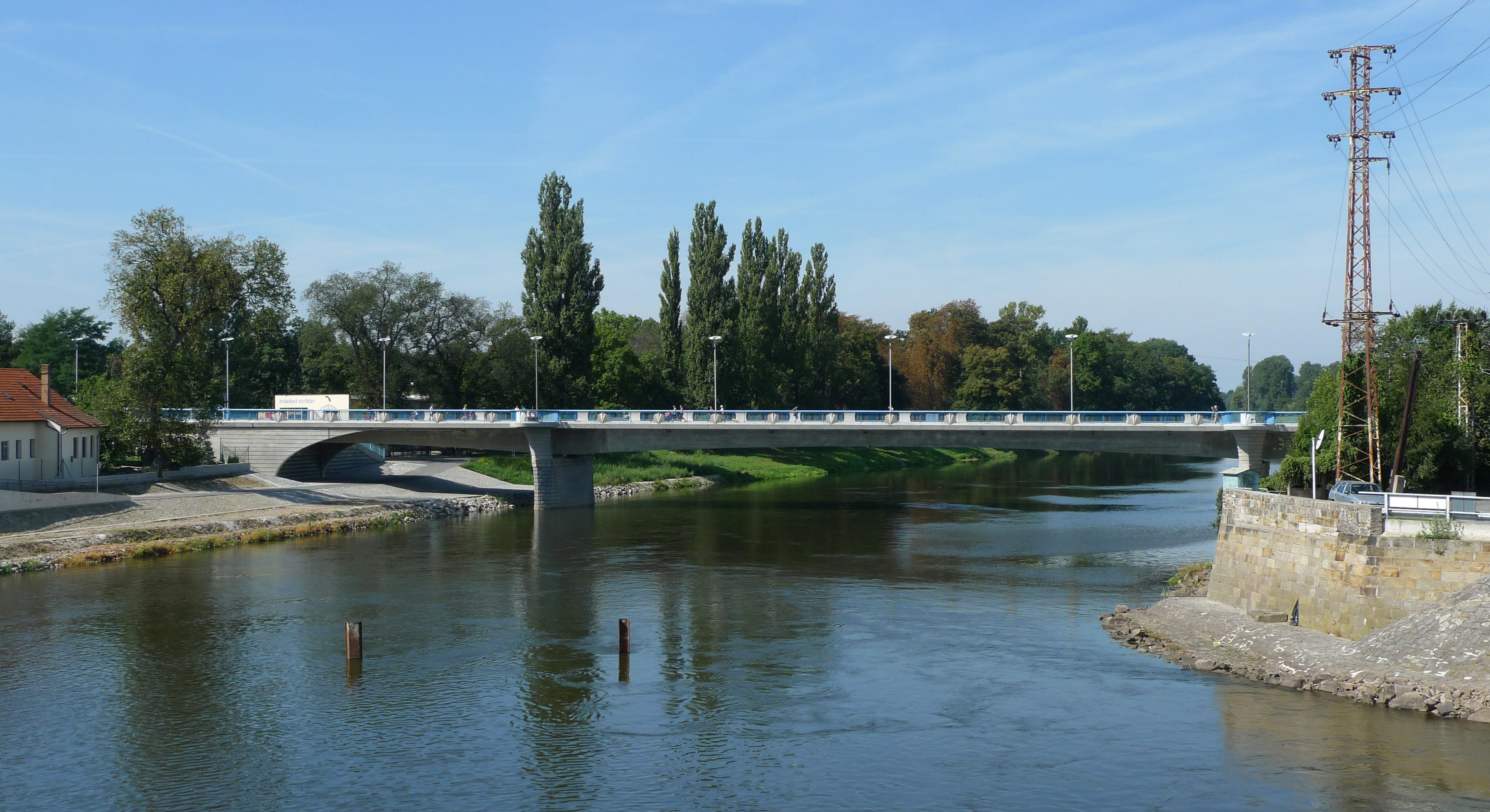
Dokončený most v září 2012
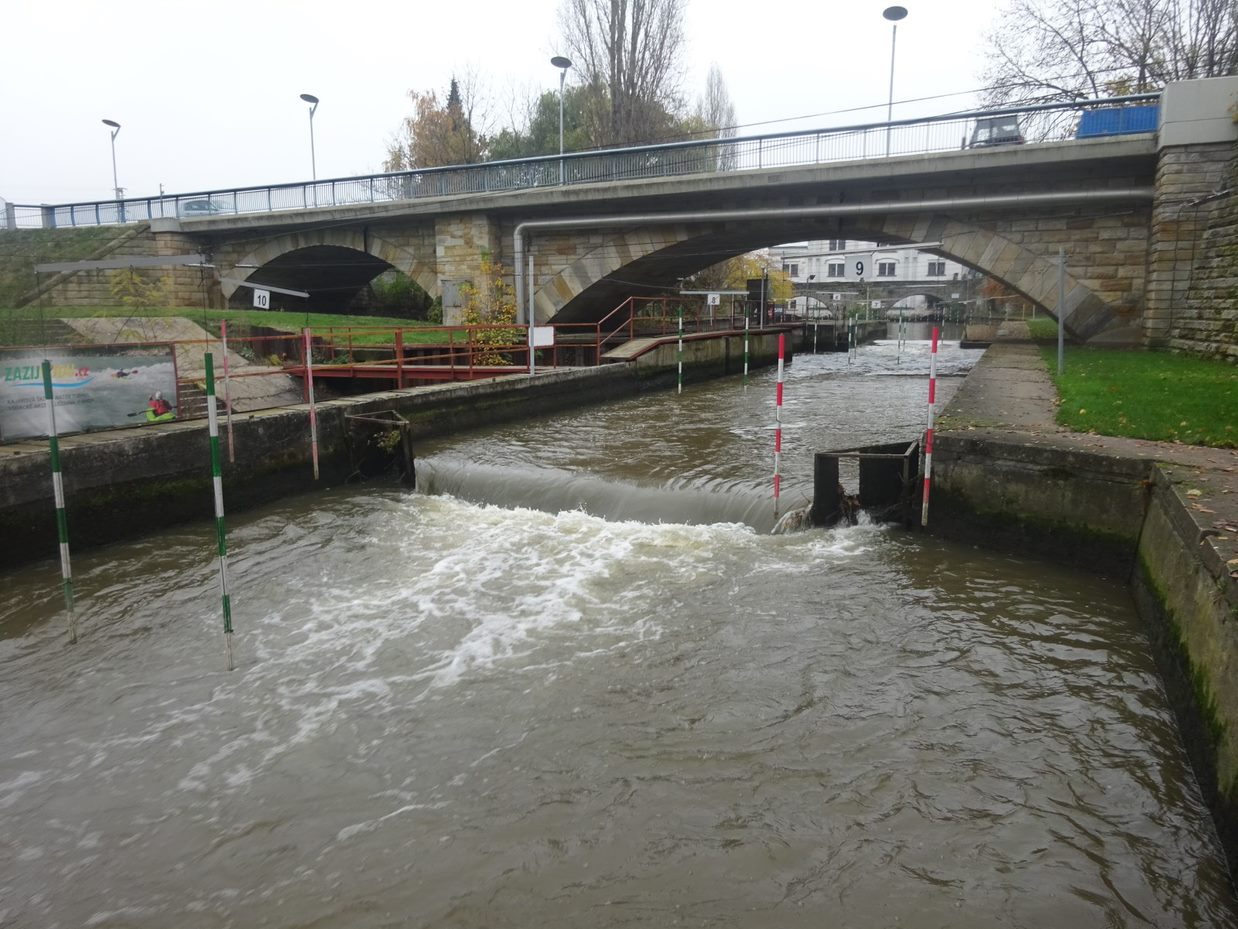
Přemostění slalomové dráhy (2020)